# Kocurany
Kocurany (bis 1927 slowakisch „Kocúr“ oder „Kocurice“; ungarisch Kocurány – bis 1907 Kocúr) ist eine Gemeinde in der West-Mitte der Slowakei mit 528 Einwohnern (Stand 31. Dezember 2024), die zum Okres Prievidza, einem Teil des Trenčiansky kraj, gehört.

## Geographie
Die Gemeinde befindet sich im Talkessel Hornonitrianska kotlina am Hang des Gebirgsstocks Malá Magura im Gebirge Strážovské vrchy, am Bach Jeleškov potok (auch Kocuriansky potok) im Einzugsgebiet der Nitra. Das Ortszentrum liegt auf einer Höhe von 300 m n.m. und ist acht Kilometer von Prievidza entfernt.
Nachbargemeinden sind Šútovce im Norden, Bojnice im Nordosten, Opatovce nad Nitrou im Osten und Süden, Diviacka Nová Ves im Südwesten und Diviaky nad Nitricou im Westen.

## Geschichte
Kocurany wurde zum ersten Mal 1113 als Cozuran schriftlich erwähnt und lag im Herrschaftsgebiet der Neutraer Burg, später folgte der Besitz der Familie Divéky und im 18. Jahrhundert der Familie Simonyi. 1787 hatte die Ortschaft 33 Häuser und 217 Einwohner, 1828 zählte man 18 Häuser und 335 Einwohner, die als Landwirte, Obstbauern und Saisonarbeiter beschäftigt waren.
Bis 1918 gehörte der im Komitat Neutra liegende Ort zum Königreich Ungarn und kam danach zur Tschechoslowakei beziehungsweise heute Slowakei.

## Bevölkerung
| Jahr                | 1994 | 2004     | 2014     | 2024    |
| ------------------- | ---- | -------- | -------- | ------- |
| Anzahl der Personen | 333  | 402      | 512      | 528     |
| Unterschied         |      | +20,72 % | +27,36 % | +3,12 % |

| Jahr                | 2023 | 2024    |
| ------------------- | ---- | ------- |
| Anzahl der Personen | 535  | 528     |
| Unterschied         |      | −1,30 % |

Nach der Volkszählung 2011 wohnten in Kocurany 459 Einwohner, davon 436 Slowaken sowie jeweils ein Mährer und Tscheche. 21 Einwohner machten keine Angabe zur Ethnie.
367 Einwohner bekannten sich zur römisch-katholischen Kirche und zwei Einwohner zur Evangelischen Kirche A. B. 65 Einwohner waren konfessionslos und bei 25 Einwohnern wurde die Konfession nicht ermittelt.